# Группа Видстен
Группа Видстен (дат. Hvidstengruppen) была ютландской группой Сопротивления из местечка Видстен, находящегося примерно в 10 км к северу от Раннерса — первой из датских групп, принимавших грузы и парашютистов, сбрасываемых с британских бомбардировщиков. Зона оперативных действий группы простиралась от Раннерса до Мариагера. Центром группы была небольшая гостиница Видстен (дат. Hvidsten Kro), владел которой Мариус Фииль. В течение одного года — с марта 1943 по март 1944 года — группа участвовала в приёме доставлявшихся по воздуху оружия, боеприпасов, взрывчатых веществ, а также обеспечивала встречу парашютистов. Операции группы в апреле и мае 1943 внесли значительный вклад в подъём датского Сопротивления, отмечавшийся затем в течение всего лета 1943.

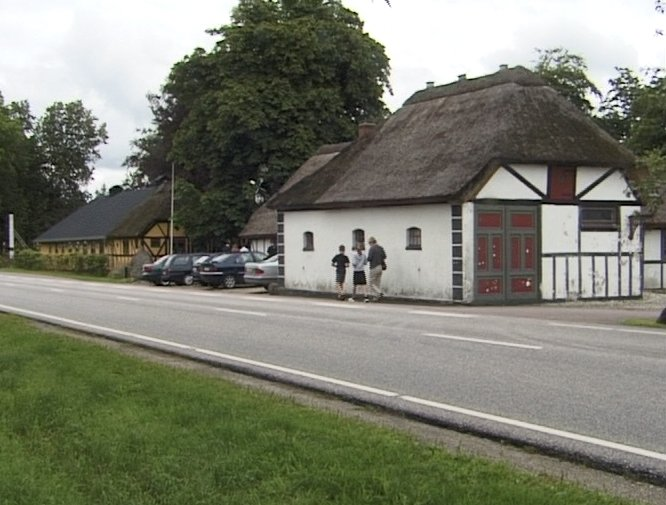
Гостиница Hvidsten Kro

После создания группы помимо владельца гостиницы и его родственников к деятельности Сопротивления быстро подключились соседи. В состав группы Видстен входили люди самых разных профессий — в том числе механик, торговец радиоаппаратурой, извозчик, изготовитель кузовов, мельник, торговец, ветеринар и другие.
После первых приёмов грузов и людей группа предложила британской стороне, с которой она находились в регулярном радиоконтакте, новое место для сброса возле Аллеструпгора (дат. Allestrupgård), поближе к гостинице Видстен. В том месте были болотистые ямы, где проще было прятать контейнеры. Англичане дали новой площадке кодовое имя Mustard Point. Многие и многие сбросы на Mustard Point проходили без проблем, хотя группе раз от раза приходилось импровизировать, чтобы избегать внимания немцев, патрулировавших местность в поисках возможных точек сброса грузов и десантирования агентов. Всего за апрель-май 1943 группа приняла от британской SOE и обеспечила прикрытие и акклиматизацию 7 парашютистов и 50 контейнеров с оружием и взрывчаткой.
Успешные и многочисленные «приёмы», осуществлённые группой Видстен, были после войны отмечены представителями SOE, считавшими Mustard Point одним из лучших действовавших мест сбросов, а саму группу — одной из самых эффективных групп по приёму во всей Европе.
Практически всегда операции происходили по идентичным сценариям. Сначала группа Видстен получала от английской радиостанции Би-би-си условный сигнал «Привет Элиасу — прослушайте снова», что означало, что ей нужно было быть готовой ровно в полночь принимать груз, когда британский бомбардировщик «Галифакс» пролетит над болотом. После приземления груза необходимо было максимально быстро опустошить контейнеры, спрятать тару и стереть все следы, на которые могло бы наткнуться Гестапо. Содержимое контейнеров затем доставлялось в Видстен, откуда распределённое на меньшие части попадало на тайные склады Раннерсе. С этих складов оно распространялось по диверсионным группам Ютландии, использовавшим взрывчатку в операциях на железных дорогах, мостах, против работавших на немцев фабрик и в иных местах.

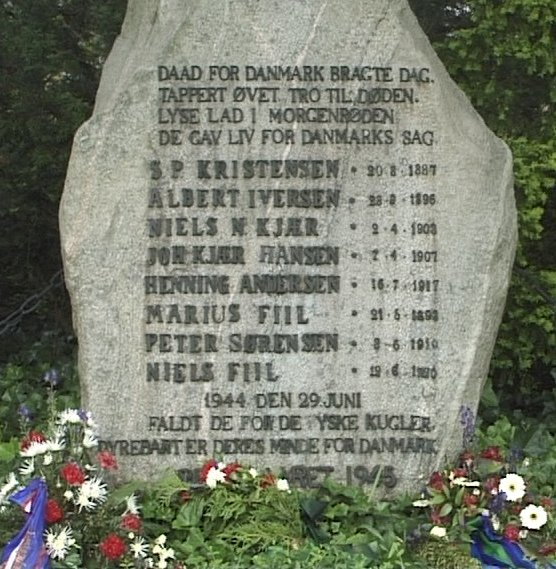
Гостиница Hvidsten Kro

В декабре 1943 года в Орхусе сотрудники Гестапо схватили двух агентов, десантировавшихся в Дании ещё в апреле как раз через Mustard Point. Под пытками они выдали свои контакты с группой Видстен, что постепенно позволило Гестапо распутать агентурную сеть SOE в Ютландии. В марте 1944 года 12 участников группы Видстен были арестованы и в дальнейшем приговорены оккупационными силами к смертной казни.
26 июня 1944 года стремительно начали развиваться события, позднее ставшие известными как Копенгагенская забастовка 1944 года. Забастовку следует рассматривать как общее выражение возросших воли к сопротивлению и ожидания скорого поражения немцев на фоне известий о высадке Союзников в Нормандии 6 июня 1944 года. Рост недовольства и протестных настроений значительно усилился как ответная реакция на меры, применяемые к бойцам Сопротивления — тюремные сроки и казни заложников. Новость о расстреле на рассвете 30 июня 1944 восьми мужчин из группы Видстен достигла населения в течение того же дня, что привело к всплеску активности жителей Копенгагена. После получения известия о совершённой казни отдельные забастовки и демонстрации развились во всеобщую забастовку с баррикадами и кострами на улицах Копенгагена, незамедлительно вылившуюся в прямые столкновениями между горожанами и стянутыми силами Вермахта. Датский Совет Свободы потребовал от населения продолжать сопротивление, и лишь только 5 июля забастовка была прекращена.
Группа Видстен стала первыми борцами Сопротивления в Дании, которые были в судебном порядке приговорены оккупационными силами к смерти и казнены.